# Priapulus abyssorum
Espèce
Priapulus abyssorum est une espèce abyssale de vers marins de l'embranchement des Priapulida.